# Meggen (Szwajcaria)
Meggen (gsw. Megge)  – miejscowość i gmina w środkowej Szwajcarii, w kantonie Lucerna, w okręgu Luzern-Land. Leży nad Jeziorem Czterech Kantonów (Vierwaldstättersee).

## Demografia
W Meggen mieszka 4 515 osób. W 2021 roku 17,2% populacji gminy stanowiły osoby urodzone poza Szwajcarią. 

## Transport
Przez teren gminy przebiega droga główna nr 2.